# Helena Zengel
Helena Zengel (Berlin, 2008. június 12.) német színésznő.

## Élete
Helena Zengel Berlinben él, és ötéves korában kezdett el színészkedni.

## Filmjei
| Év   | Magyar cím           | Eredeti cím                              | Szerep                   | Jegyzetek                       |
| ---- | -------------------- | ---------------------------------------- | ------------------------ | ------------------------------- |
| 2014 |                      | Spreewaldkrimi: Mörderische Hitze        | Johanna                  | TV film                         |
| 2016 |                      | Looping                                  | Lilly                    |                                 |
| 2016 |                      | Die Spezialisten – Im Namen der Opfer    | Anja Rothmann            | TV series, epizód Flowerpower   |
| 2017 |                      | Die Spezialisten – Im Namen der Opfer    | Lily Weyer               | TV series, epizód Sommermärchen |
| 2017 |                      | Der gute Bulle                           | Fabienne                 | TV film                         |
| 2017 |                      | Die Tochter                              | Luca                     |                                 |
| 2019 | Kontroll nélkül      | Systemsprenger                           | Bernadette “Benni” Klaaß |                                 |
| 2019 |                      | Inga Lindström: Familienfest in Sommerby | Mila                     | TV film                         |
| 2020 | A kapitány küldetése | News of the World                        | Johanna Leonberger       | Nemzetközi bemutatkozás         |

## Fordítás
- Ez a szócikk részben vagy egészben a Helena Zengel című német Wikipédia-szócikk ezen változatának fordításán alapul.  Az eredeti cikk szerkesztőit annak laptörténete sorolja fel. Ez a jelzés csupán a megfogalmazás eredetét és a szerzői jogokat jelzi, nem szolgál a cikkben szereplő információk forrásmegjelöléseként.